# 南明区
南明区（なんめい-く）は中華人民共和国貴州省貴陽市に位置する市轄区。貴陽市の中でも経済発展の著しい区で、特に第三次産業の伸びが顕著。商業地区も盛況で、アメリカ資本のウォルマートもこの区に店舗展開している。

## 行政区画
下部に18街道、3郷、1民族郷を管轄する。
- 街道
  - 新華路街道、西湖路街道、水口寺街道、中華南路街道、河浜街道、遵義路街道、興関路街道、沙沖路街道、望城街道、太慈橋街道、湘雅街道、油榨街道、中曹司街道、二戈街道、竜洞堡街道、花果園街道、小車河街道、五里沖街道
- 郷
  - 後巣郷、雲関郷、永楽郷
- 民族郷
  - 小碧プイ族ミャオ族郷

## 交通

### 航空
- 貴陽龍洞堡国際空港

### 鉄道
- 中国国家鉄路集団
  - 貴広旅客専用線

（貴陽方面）- 竜洞堡駅 -（広州方面）
  - 滬昆線

（昆明方面）- 貴陽駅 - 貴陽南駅 -（上海方面）
  - 貴陽市環状鉄道
- 貴陽軌道交通
  - 1号線

- 河浜公園駅 - 貴陽火車駅 - 沙沖路駅 - 望城坡駅 -
  - 2号線
  - 3号線
  - S1線

### 道路
- 高速道路
  - 蘭海高速道路
  - 厦蓉高速道路
  - 貴陽環状高速道路
- 国道
  - G210国道
  - G320国道
  - G321国道